# Hengshui
Hengshui (cinese: 衡水; pinyin: Héngshuǐ) è una città-prefettura della Cina nella provincia dello Hebei.

## Suddivisioni amministrative
- Distretto di Taocheng
- Distretto di Jizhou
- Shenzhou
- Contea di Zaoqiang
- Contea di Wuyi
- Contea di Wuqiang
- Contea di Raoyang
- Contea di Anping
- Contea di Gucheng
- Contea di Jing
- Contea di Fucheng